# 乌叔养
乌叔养（1901年—1966年），男，浙江杭县人，中国画家，曾任中国美术家协会理事，第三届全国人大代表。